# Ancyrodella
Genre
Synonymes
Ancryodella
Ancyrodella est un genre éteint de conodontes.
Les différentes espèces sont présentes dans des strates de terrains datant du Dévonien.

## Espèces
- † Ancyrodella buckeyensis
- † Ancyrodella recta
- † Ancyrodella rotundiloba

## Stratigraphie
Au Frasnien, un étage du Dévonien, on trouve les espèces de conodontes Ancyrodella rotundiloba et Manticolepis subrecta.
Durant l'événement de  Kellwasser, une extinction de masse s'étant déroulée à la fin de l'étage du Frasnien, toutes les espèces de conodontes appartenant aux genres Ancyrodella et Ozarkodina, ainsi que la plupart de celles des genres Palmatolepis, Polygnathus et Ancyrognathus, disparurent. 